# Ginásio de Esportes Professor Darcy Cortez

O Ginásio de Esportes Professor Darcy Cortez, mais conhecido como Moringão, é um ginásio poliesportivo localizado em Londrina, município do norte do Paraná, com capacidade para aproximadamente 7,5 mil espectadores. É comumente conhecido como Moringão, em homenagem ao Prefeito Dalton Fonseca Paranaguá que se utilizava do termo “moringa fresca” e em cuja gestão o ginásio foi construído.
O ginásio foi inaugurado em 1 de outubro de 1972 e passou por ampla reforma entre 1994 e 1995.
O local é utilizado para jogos de futsal, basquetebol, handebol, voleibol e diversos outros modalidades, assim como para  apresentações de shows e formaturas.